# Zosterops rendovae
El anteojitos gorjigrís (Zosterops rendovae) es una especie de ave paseriforme de la familia Zosteropidae endémica del archipiélago de las islas Salomón. También se conocía como Zosterops ugiensis ya que a menudo se usaba Z. rendovae para denominar al anteojitos de las Salomón (Z. kulambangrae).
Se encuentra en las islas de Guadalcanal y Makira en el sur de las islas Salomón y en la isla Bougainville, la última pertenece a Papúa Nueva Guinea aunque está en el norte del archipiélago de las islas Salomón. Cada isla tiene su propia subespecie: Z. r. rendovae en Makira, Z. r. oblitus en Guadalcanal y Z. r. hamlini en Bougainville. Habita en el bosque primario, principalmente entre los 900–2000 m m s. n. m. pero también se encuentra en menor cantidad en altitudes más bajas.
Es un pájaro pequeño, de 12–13 cm de longitud. El plumaje de sus partes superiores es principalmente verde oscuro, con la cola parduzca, con el lorum pardo y un fino anillo periocular de color blanco. Sus partes inferiores son de color gris excepto las coberteras la parte inferior de las alas que son amarillas. Su pico es negruzco, más claro en la base y la mandíbula inferior.